# Nuculida
Ordre
Synonymes
- Palaeotaxodonta[1]

Les Nuculida sont un ordre de bivalves protobranches. 

## Liste des familles
Selon World Register of Marine Species (18 avril 2016) :
- super-famille Nuculoidea Gray, 1824
  - famille Nuculidae Gray, 1824
  - famille Praenuculidae McAlester, 1969 †
- super-famille Sareptoidea Stoliczka, 1870
  - famille Sareptidae Stoliczka, 1870